# Црква преподобне мати Параскеве у Бољевцима
Црква преподобне мати Параскеве  је српска православна црква која се налази у насељу Бољевци у градској општини Сурчин у граду Београду, а припада Епархији сремској. Увршћена је као споменик културе Србије, у оквиру споменика културе Београда.

## Историјат и оснивање
Црква преподобне мати Параскеве у Бољевцима датира из 1798. године. Изграђена је као једнобродна грађевина у барокном стилу, са елементима класицизма. У цркви се налази полукружна апсида на источној страни и високи троспратни звоник изнад припате. Црква је грађена у кречном малтеру и омалтерисана изнутра и споља. Црквене фасаде подељене су по вертикали витким пиластерима, чији ритам прати унутрашњу поделу наоса на четири дела. Прозори су украшени у горњем делу гирландама и са полукружним венцем, а слично је украшен и јужни портал цркве, који има двокрилна дрвена врата са оковом и плитко рађеним дуборезом са класицистичком орнаментиком: розетама, венцем, тракама, канелурама и другим елементима.
Иконостас је изграђен по шаблону других барокних војвођанских иконостаса, богато је украшен резбареним и позлаћеним флоралним елементима. Иконе на иконостасу насликао је непознати војвођански мајстор, уљем на дрвету у 19. веку.
Црква представља архитектонско-урбанистичку вредност као материјално сведочанство развоја архитектуре, ликовних и примењених уметности Срба 18 и 19. века у доњем Срему.

## Реновирање
Реновирање цркве започето је заменом оштећених дрвених конструкција и стављањем новог црепа. Годне 2016. извршени су радови на спољној фасади, урађена је капела за паљење свећа, а свештенички дом је у потпуности обновљен. Радове је помогла Управа за сарадњу са Црквама и верским заједницама..